# 莫氏庄园
莫氏庄园，位于中国浙江省平湖市当湖街道，原为清代莫放梅祖孙三代所居住的住宅。为晚清风格的古典式建筑。
莫氏庄园占地4851平方米，建筑面积2636平方米，房屋达七十余间。多部电视剧在此取景。

## 历史
莫氏庄园始建于1897年（清光绪二十三年），于1900年竣工。

## 建筑布局
莫氏庄园建筑布局分为东、中、西三组。